# Čeperka (Kobylice)
Rybník Čeperka o výměře vodní plochy 0,64 ha se nalézá u fotovoltaické elektrárny na severním okraji obce Kobylice v okrese Hradec Králové. Rybník je využíván pro chov ryb a rybník slouží též jako lokální biocentrum pro rozmnožování obojživelníků.

## Galerie

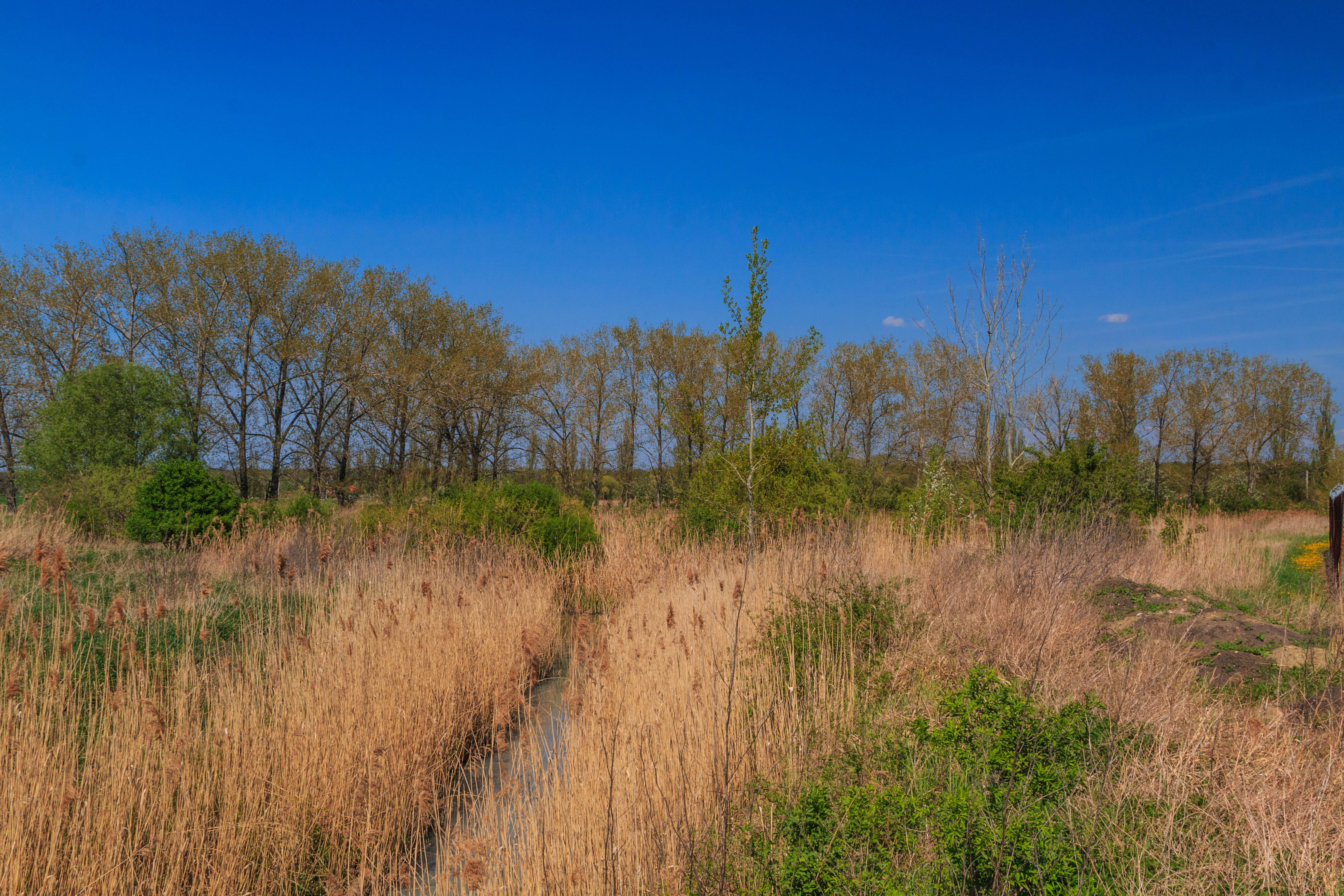
pohled na rybník Čeperka u Kobylice
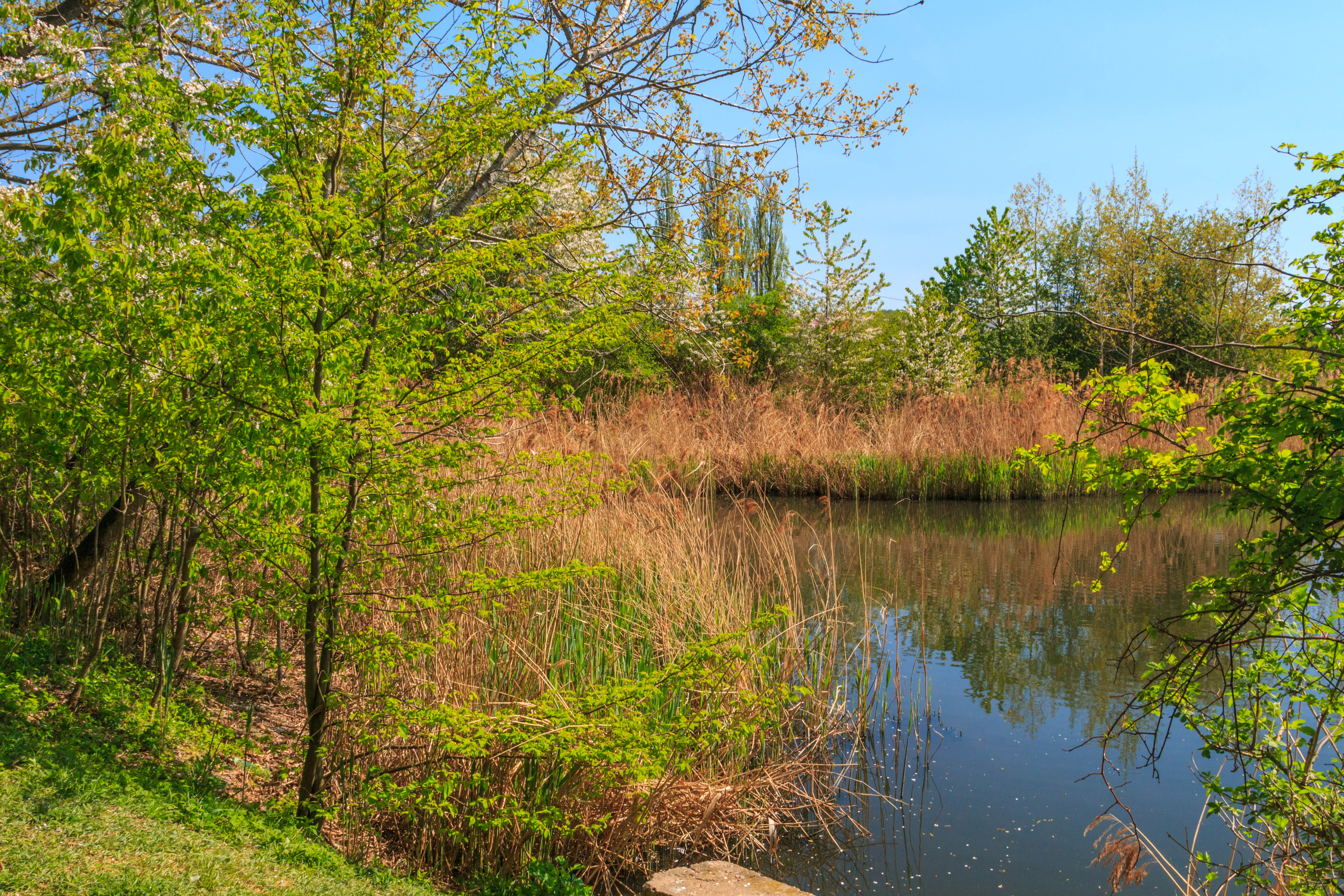
pohled na rybník Čeperka u Kobylice
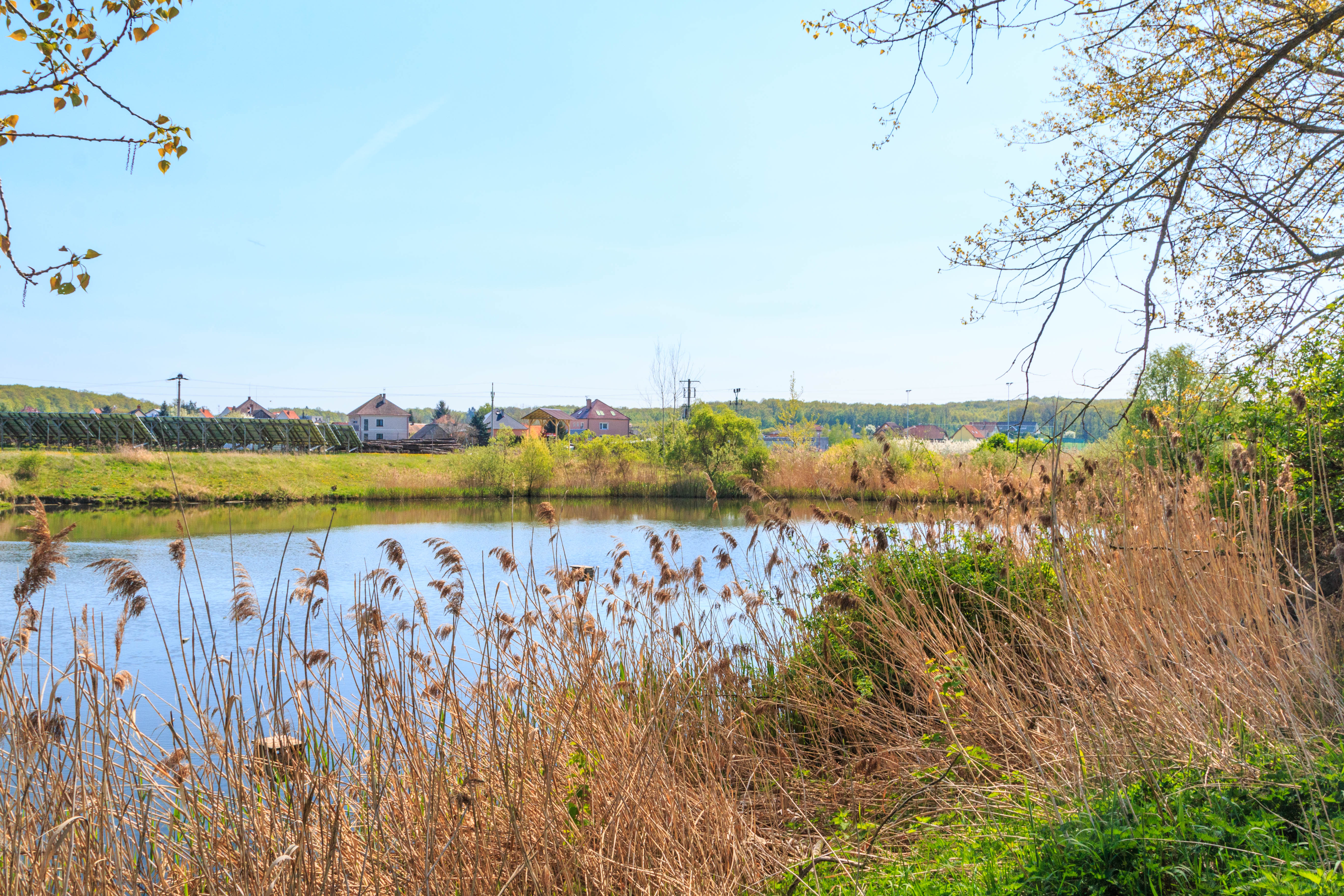
pohled na rybník Čeperka u Kobylice
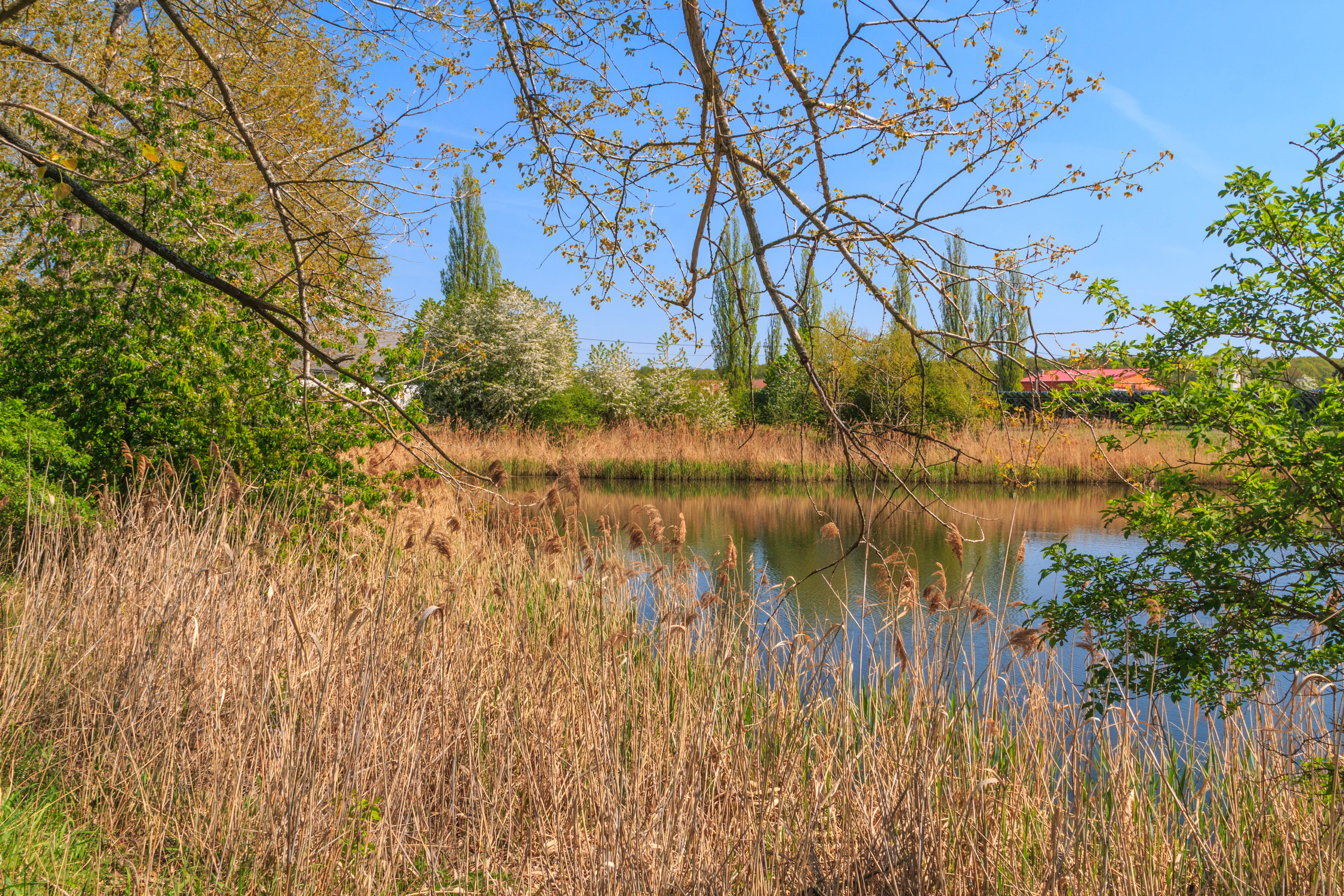
pohled na rybník Čeperka u Kobylice